# Кун, Томас
То́мас Сэ́мюэл Ку́н (англ. Thomas Samuel Kuhn; 18 июля 1922, Цинциннати, Огайо — 17 июня 1996, Кембридж, Массачусетс) — американский историк и философ науки. Стэнфордская философская энциклопедия называет Куна одним из самых влиятельных философов науки XX столетия, возможно, самым влиятельным. Его книга «Структура научных революций» является одной из самых цитируемых научных книг за всю историю науки.
Согласно Куну, научное знание развивается скачкообразно, посредством научных революций. Любой критерий имеет смысл только в рамках определённой парадигмы, исторически сложившейся системы воззрений. Научная революция — это смена научным сообществом объясняющих парадигм.
Член Американского философского общества (1974).

## Биография
Родился в еврейской семье. Отец, Сэмюэл Л. Кун, был инженером-гидравликом, выпускником Гарвардского университета и Массачусетского института технологии; мать, Минетт Кун (урожд. Струк), работала редактором. Когда Томасу было шесть месяцев, семья перебралась в Нью-Йорк. Его бабушка изучала психоанализ у Альфреда Адлера (ок. 1910/20-х), а мать редактировала  некоторые произведения Карен Хорни.
В 1943 году Кун окончил Гарвардский университет и получил степень бакалавра по физике.
В годы Второй мировой войны был определён для гражданской работы в Бюро научных исследований и разработок (Office of Scientific Research and Development).
В 1946 году получил степень магистра по физике в Гарварде.
1947 год — начало формирования основных тезисов: «структура научных революций» и «парадигма».
- 1948—1956 — занимал различные преподавательские должности в Гарварде; преподавал историю науки.
- 1949 — в Гарварде защитил диссертацию по физике. Будет принят в Общество стипендиатов Гарварда[5].
- 1957 — преподавал в Принстоне.
- 1961 — работал профессором истории науки на кафедре Калифорнийского университета в Беркли. Руководил созданным в том же году объединенным Комитетом по истории теоретической физики (его преемником в руководстве которым станет физик-теоретик Джон Арчибальд Уилер), задавшимся целью собрать материалы из первоисточников и устные истории, сохраняющие историю квантовой физики[7].
- 1964—1979 — работал на университетской кафедре в Принстоне, преподавал историю и философию науки.
- 1979—1991 — профессор Массачусетского технологического института.
- 1983—1991 — профессор философии Лоренса С. Рокфеллера в том же институте.
- 1991 — вышел на пенсию.
- В 1994 году у Куна был диагностирован рак бронхов.

Кун был дважды женат. Первый раз на Катерине Мус (с которой у него было трое детей), а затем на Джиэн Бартон.

## Научная деятельность
Наиболее известной работой Томаса Куна считается «Структура научных революций» (The Structure of Scientific Revolutions, 1962), в которой рассматривается теория о том, что науку следует воспринимать не как постепенно развивающуюся и накапливающую знания по направлению к истине, но как явление, проходящее через периодические революции, называемые в его терминологии «сменами парадигм» (англ. paradigm shift). Изначально «Структура научных революций» была опубликована в виде статьи для «Международной энциклопедии унифицированной науки» («International Encyclopedia for Unified Science»), издаваемой Венским кружком логических позитивистов, или неопозитивистов. Огромное влияние, которое оказало исследование Куна, можно оценить по той революции, которую оно спровоцировало даже в тезаурусе истории науки: помимо концепции «смены парадигм», Кун придал более широкое значение слову «парадигма», использовавшемуся в лингвистике, ввёл термин «нормальная наука» для определения относительно рутинной ежедневной работы учёных, действующих в рамках какой-либо парадигмы, и во многом повлиял на использование термина «научные революции» как периодических событий, происходящих в различное время в различных научных дисциплинах, — в отличие от единой «Научной Революции» позднего Ренессанса.
Предложенная Куном модель исторической эволюции науки направлена против антиисторизма как неопозитивистов, так и критических рационалистов (Поппер). Кун отвергает общее для этих направлений убеждение в единственности, абсолютности и неизменности критериев научности и рациональности.
Эпистемологическая критика модели Куна отметила недостаточность обоснованности положения Куна о «несоизмеримости» теорий. Особенно активно понятие "несоизмеримости" теорий критиковал Имре Лакатос, который указывал на то, что научные теории учеными всегда сравниваются с точки зрения их точности, рациональности и ряда других параметров.
Во Франции концепция Куна стала соотноситься с теориями Мишеля Фуко (соотносились термины «парадигма» Куна и «эпистема» Фуко), хотя Фуко скорее занимался историческими «условиями возможного» научного дискурса. (В действительности мировоззрение Фуко было сформировано под влиянием теорий Гастона Башляра, который независимо разработал точку зрения на историю развития науки, схожую с куновской.)
Работа Куна весьма широко используется в социальных науках — например, в постпозитивистско-позитивистской дискуссии в рамках теории международных отношений.
Биолог Эрнст Майр утверждал, что анализ Куна лучше применим к физике, чем к биологии, а историк науки Джон К. Грин подчеркивал ограниченность Куна, анализирующего научные революции, не принимая во внимание время и культуру, в которых жили научные специалисты.

### Этапы научной революции
Ход научной революции по Куну:
- нормальная наука — каждое новое открытие поддаётся объяснению с позиций господствующей теории;
- экстраординарная наука. Кризис в науке. Появление аномалий — необъяснимых фактов. Увеличение количества аномалий приводит к появлению альтернативных теорий. В науке сосуществует множество противоборствующих научных школ;
- научная революция — формирование новой парадигмы.

### История науки
Как отмечает Питер Липтон, Кун также проводил исследования первостепенной важности по отдельным аспектам в указанной области, выпустив книгу о революции Коперника в астрономии и еще одну - о развитии квантовой механики. Развивая свои взгляды на природу науки в серии статей, он выпустит сборник из них под названием The Essential Tension в 1977 году, за которым последует и второй The Road since Structure.
Последний заканчивается многостраничным интервью с Куном, записанным за год до его смерти, из которого следует, как отмечает Липтон, в какой степени история науки с самого начала была для него средством философского исследования; а также то, насколько он полагался на то, что считал своим исключительным талантом проникать в головы ученых прошлого, видеть их проекты и их миры в их терминах.

## Общественная деятельность и награды
Кун был членом Национальной академии наук США (1979), Американского философского общества, Американской академии наук и искусств.
В 1982 году профессор Кун удостоен медали Джорджа Сартона в области истории науки (the George Sarton Medal in the History of Science).
Имел почётные звания многих научных и учебных заведений, в том числе университета Нотр-Дам, Колумбийского и Чикагского университетов, университета Падуи и Афинского университета.
Примечательно, что его сторонники размежевались на так называемых левых и правых кунийцев, а сам же Кун яростно отмежевался от значительной части своих приверженцев.

## Публикации сочинений

### На английском языке
- Bird, Alexander. Thomas Kuhn Princeton and London: Princeton University Press and Acumen Press, 2000.
- Fuller, Steve. Thomas Kuhn: A Philosophical History for Our Times (Chicago: University of Chicago Press, 2000.
- Kuhn, T.S. The Copernican Revolution. Cambridge: Harvard University Press, 1957.
- Kuhn, T.S. The Function of Measurement in Modern Physical Science. Isis, 52(1961): 161—193.
- Kuhn, T.S. The Structure of Scientific Revolutions (Chicago: University of Chicago Press, 1962) ISBN 0-226-45808-3.
- Kuhn, T.S. «The Function of Dogma in Scientific Research». pp. 347–69 in A. C. Crombie (ed.). Scientific Change (Symposium on the History of Science, University of Oxford, 9-15 July 1961). New York and London: Basic Books and Heineman, 1963.
- Kuhn, T.S. The Essential Tension: Selected Studies in Scientific Tradition and Change (1977).
- Kuhn, T.S. Black-Body Theory and the Quantum Discontinuity, 1894—1912. Chicago: University of Chicago Press, 1987. ISBN 0-226-45800-8.
- Kuhn, T.S. The Road Since Structure: Philosophical Essays, 1970—1993. Chicago: University of Chicago Press, 2000. ISBN 0-226-45798-2.

### На русском языке
- Структура научных революций. Перев. И. З. Налётова. М., 1975.
  - Др. издание: Структура научных революций. М., 2009. — 310 с. — ISBN 978-5-17-059190-9.
- Объективность, ценностные суждения и выбор теории. — В кн.: Современная философия науки. Хрестоматия. М., 1994. — 253 с. — ISBN 5-02-013589-5. — с.37-51.
- Объективность, ценностные суждения и выбор теории. — В кн.: Современная философия науки: знание, рациональность, ценности в трудах мыслителей Запада. Хрестоматия. — М.: Логос, 1996. — 2-е изд. — 400 с. — Тираж 6000 экз. — ISBN 5-88439-061-0. — с. 61-82.
- Логика науки или психология исследования? — В кн.: Философия науки. Вып. 3. Проблемы анализа знания. М., 1997. — ISBN 5-201-01950-1. — с.20-49.
  - Др. издание: Логика науки или психология исследования? — В кн.: Кун, Томас. Структура научных революций. М.: «АСТ», 2003. — 605 с. — ISBN 5-17-010707-2. — с.539-576.
- Замечания на статью И.Лакатоса. — В кн.: Кун, Томас. Структура научных революций. М.: «АСТ», 2003. — 605 с. — ISBN 5-17-010707-2. — с.577-591.